# Ludwig Elsbett

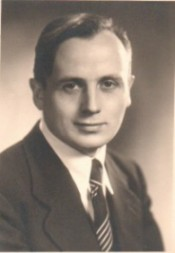
Ludwig Elsbett

Ludwig Elsbett (Salz, 8 novembre 1913 – 28 marzo 2003) è stato un inventore tedesco, la cui più grande invenzione è stata il motore diesel Elsbett per Olio vegetale.

## Biografia
Elsbett era uno dei nove figli del coltivatore Viktor Elsbett, e di sua moglie Maria,  crebbe nel mondo agricolo. Più tardi,  frequentò le scuole tecniche in Bad-Frankenhausen e Neustrelitz dove studiò Ingegneria meccanica e Costruzioni aeronautiche, diventando ingegnere.
Nel  1937 fu nominato direttore di reparto presso la Junkers GmbH in Dessau dove sviluppò motori a combustione. Nel 1940 si sposò con Lieselotte, ed ebbe cinque bambini. Divenne una leggenda vivente della tecnologia e giocò una parte decisiva nell'ulteriore sviluppo della tecnologia del Motore Diesel . Dopo la guerra, Elsbett fondò una fabbrica indipendente, la Salzgitter, per la produzione di un Motore di Diesel a due tempi.
Nel 1973 Elsbett ottiene un riconoscimento internazionale per il primo motore Diesel ad iniezione diretta per automobili.
Nel 1977 Elsbett iniziò la produzione di un  motore alimentato ad olio vegetale chiamato Motore Elsbett.
Nel 1980 Elsbett ottenne  la prima conversione di un motore  Diesel standard ad alimentazione con olio vegetale dotandolo di pre-camera.
Nel 1993  il primo Eco-tour europeo fu vinto dall'automobile  Elsbett Mercedes dotata del motore Elsbett col consumo più basso fra tutte le auto partecipanti.
Nel 1997 Elsbett vinse il Premio Solare Europeo.
Nel 2002 Elsbett convertì ad alimentazione con olio vegetale il motore Common-Rail standard.
Nella città di Salz (Baviera) è stato realizzato il Museo Elsbett.